# Cutting the Throat of God
Cutting the Throat of God (с англ. — «Перерезать горло Богу») — седьмой студийный альбом новозеландской техникал-дэт-метал группы Ulcerate, выпущенный 14 июня 2024 года на лейбле Debemur Morti Productions. Альбом получил крайне положительные отзывы от музыкальных критиков. Композиции «The Dawn is Hollow», «To Flow Through Ashen Hearts» и «To See Death Just Once» вышли в качестве синглов, а также на них были сняты музыкальные видео.

## Отзывы критиков
Альбом получил крайне положительные отзывы от музыкальных критиков. В рецензии для Blabbermouth Дом Лоусон написал: «Ulcerate не делают музыку, которая бы соответствовала чьим-то представлениям о том, как должен звучать дэт-метал. На самом деле, описывать группу в таких терминах кажется всё более глупым. Cutting the Throat of God — это высокоразвитая, воинственно изобретательная и бесконечно захватывающая работа». Рецензент Metal Injection Макс Хейлман сравнил альбом с творчеством таких групп, как Isis, Tool и Dissection и отметил, в частности, разносторонность и динамичность игры барабанщика Джейми Сен-Мерата и более сильное ощущение диссонанса и мелодичности в гитарных партиях Келланда по сравнению с предыдущими альбомами. Мэтт Миллс из Metal Hammer написал, что этот «изобретательный, заразительный и тошнотворный опыт — то, к чему должна стремиться каждая брутальная группа в 2024 году».

## Список композиций
| №                   | Название                               | Длительность |
| ------------------- | -------------------------------------- | ------------ |
| 1.                  | «To Flow Through Ashen Hearts»         | 7:07         |
| 2.                  | «The Dawn is Hollow»                   | 7:33         |
| 3.                  | «Further Opening the Wounds»           | 7:57         |
| 4.                  | «Transfiguration In and Out of Worlds» | 8:33         |
| 5.                  | «To See Death Just Once»               | 8:24         |
| 6.                  | «Undying as an Apparition»             | 9:33         |
| 7.                  | «Cutting the Throat of God»            | 8:42         |
| Общая длительность: | Общая длительность:                    | 57:49        |

## Участники записи
- Джейми Сен-Мерат — ударные, запись, сведение, оформление
- Пол Келланд — бас-гитара, вокал, лирика
- Майкл Хоггард — гитара
- Магнус Линдберг — мастеринг